# Daga suiza

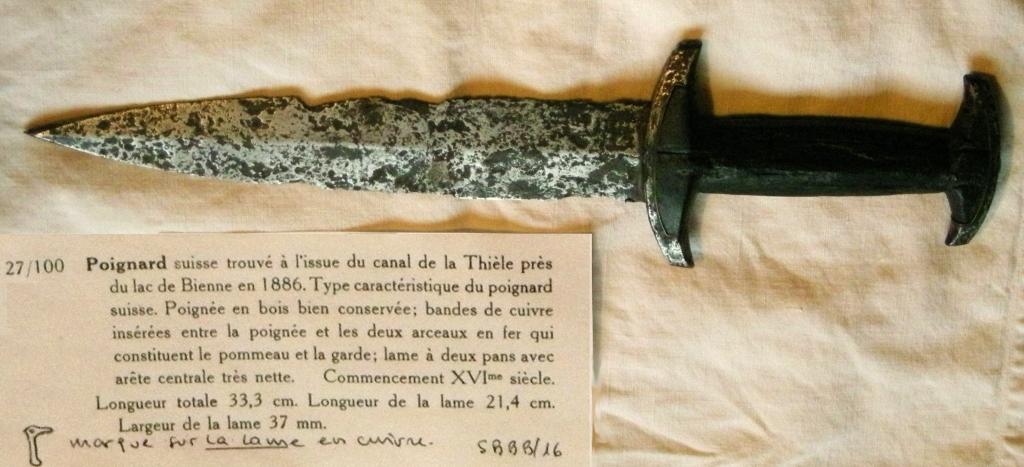
Daga suiza, principios del, encontrada en el río Thielle.

La daga suiza (Schweizerdolch) es un tipo distintivo de daga utilizada en Suiza y por mercenarios suizos durante el siglo XVI. Se desarrolla a partir de tipos de dagas similares conocidos como basler que estuvieron en uso durante los siglos XIV y XV. La marca característica de la daga suiza son dos barras de metal dobladas hacia adentro en forma de media luna que delimitan la empuñadura.
Una de las obras maestras de Hans Holbein el Joven es un diseño de 1521 para una danza de la muerte en la funda de una daga de este tipo (que se implementó en varios ejemplos supervivientes). La daga a menudo se usaba horizontalmente en la cadera, por lo que los adornos de la vaina solían también elaborarse horizontalmente. Después de 1550, la daga suiza se convirtió en un arma ornamental de prestigio, con empuñadura y vaina decoradas con metales preciosos y escenas de la Biblia, la antigüedad clásica o la historia suiza. Las dagas de este período también se conocen como dagas "Holbein". Schneider (1977) fecha la mayor parte de los especímenes existentes de este tipo ornamentado entre las décadas de 1560 y 1570. La daga suiza desaparece con el comienzo del período barroco, a principios del siglo XVII. Schneider (1977) compiló un índice completo de todos los originales y copias conocidos (incluido un número considerable de imitaciones falsificadas del siglo XIX), para un total de 156 especímenes. Muchas copias de originales se hicieron en el período del romanticismo nacional (siglo XIX), utilizando un método de fundición. Schneider pudo distinguir las copias de los originales debido a un ligero encogimiento debido al proceso de fundición. Su conclusión fue que solo un poco menos de la mitad de las dagas "Holbein" existentes son originales.
La daga de artillería entregada a los oficiales de las Fuerzas Armadas suizas a partir de 1943 se inspiró en la histórica daga suiza. En la Alemania nazi, las empuñaduras de algunas dagas de políticos y militares (usadas por miembros de las formaciones de las SS, SA y NSKK) también se inspiraron en la daga suiza. En el ejército suizo, la daga se retiró del uniforme de gala de los oficiales en 1995.
|                                         |
| Daga suiza del tipo "Holbein", c. 1570. |

| |
| Basler suiza del siglo XIV, mostrando las características guardas curvas de la daga suiza posterior, pero la curvatura de las dos piezas es paralela, mientras que la daga suiza clásica tiene una curvatura opuesta como si "envolviera" la mano. |

|                                                                |
| Daga de artillería de 1914 de los oficiales del ejército suizo |